# لاکهید دابلیو پی-۳دی اوریون
لاکهید دابلیو پی-۳دی اوریون (به انگلیسی: Lockheed WP-3D Orion) یک هواگرد ساختِ کارخانهٔ لاکهید کورپوریشن در کشور ایالات متحده آمریکا است . نخستین استفاده‌کنندهٔ این هواگرد اداره ملی اقیانوسی و جوی بوده‌است. این هواگرد برای نخستین بار در ۱۹۷۵ میلادی مورد استفاده قرار گرفت.